# Retzbach (Zellingen)
Retzbach ist ein Gemeindeteil des Marktes Zellingen im unterfränkischen Landkreis Main-Spessart in Bayern.

## Geographie

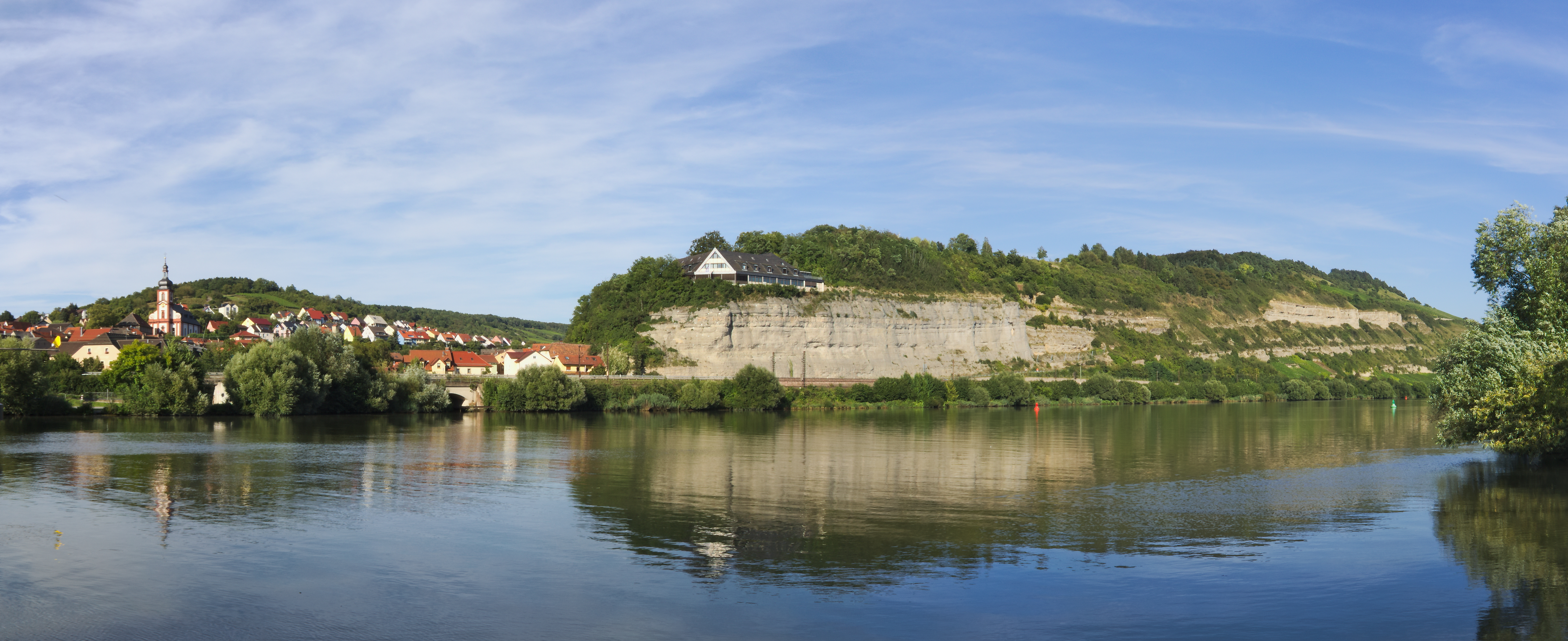
Retzbach vom Zellinger Mainufer

Retzbach liegt 16 km nördlich von Würzburg direkt am Main und am Main-Wanderweg. Durch Retzbach verläuft der Fränkische Marienweg.

## Name

### Etymologie
Der Name Retzbach leitet sich vom gleichnamigen Bach Retzbach ab, der im Ort in den Main mündet.

### Frühere Schreibweisen
Frühere Schreibweisen des Ortes aus diversen historischen Karten und Urkunden:
- 815 Rezzibah
- 1100 Retibach
- 1167 Rezebach
- 1358 Retzbach

## Geschichte
Retzbach wurde bereits 815 erstmals in einem Vertrag urkundlich erwähnt. Vom Mittelalter bis in die Frühe Neuzeit verfügte das im rechtsmainischen Gozfeldgau gelegene Retzbach über ein, am ehemals freien Platz hinter dem Rathaus stattfindendes und vom Zentgraf geleitetes Zentgericht, die Zent Retzbach (oder Cent Retzbach). Die ehemalige Marktgemeinde hat sich zu einem Wallfahrtsort entwickelt. Im Jahr 1852 wurde in Retzbach eine Postexpedition errichtet.
Bis Ende 1974 war Retzbach ein selbstständiger Markt.

## Sehenswürdigkeiten
Der Weinort Retzbach ist besonders im September ein Wallfahrtsziel.

## Baudenkmäler
Im alten Ortskern sind noch sehr viele historische Gebäude erhalten. Denkmalgeschützte Gebäude sind unter anderem:
- Wallfahrtskirche Maria im Grünen Tal
- Marienbrünnchen
- Pfarrkirche, erbaut 1736 bis 1738 von Balthasar Neumann
- Historisches Rathaus aus dem Jahre 1576
- Kolpingkapelle am Benediktusberg

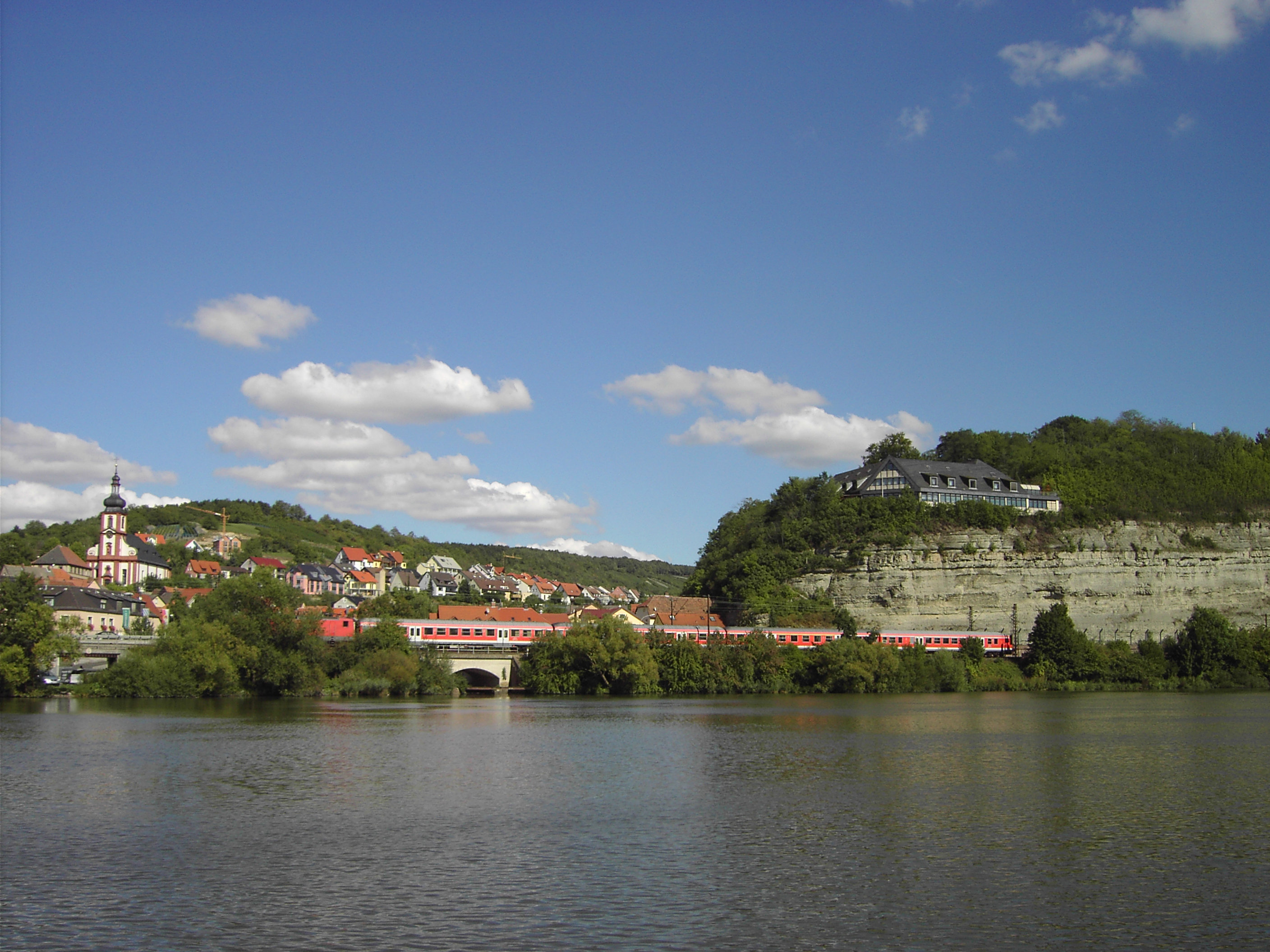
Retzbach von Zellingen (Südwesten) aus
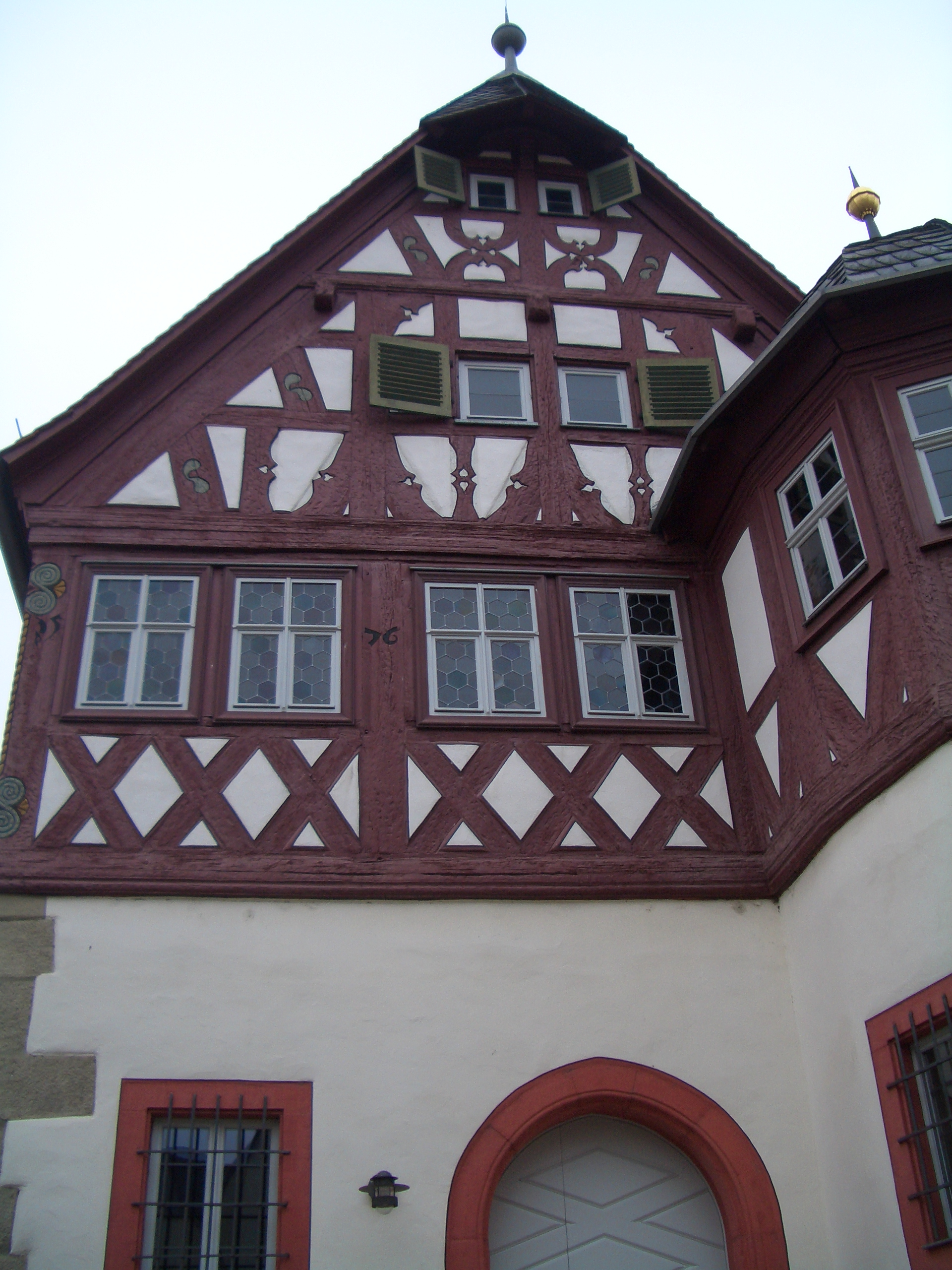
Rathaus Retzbach
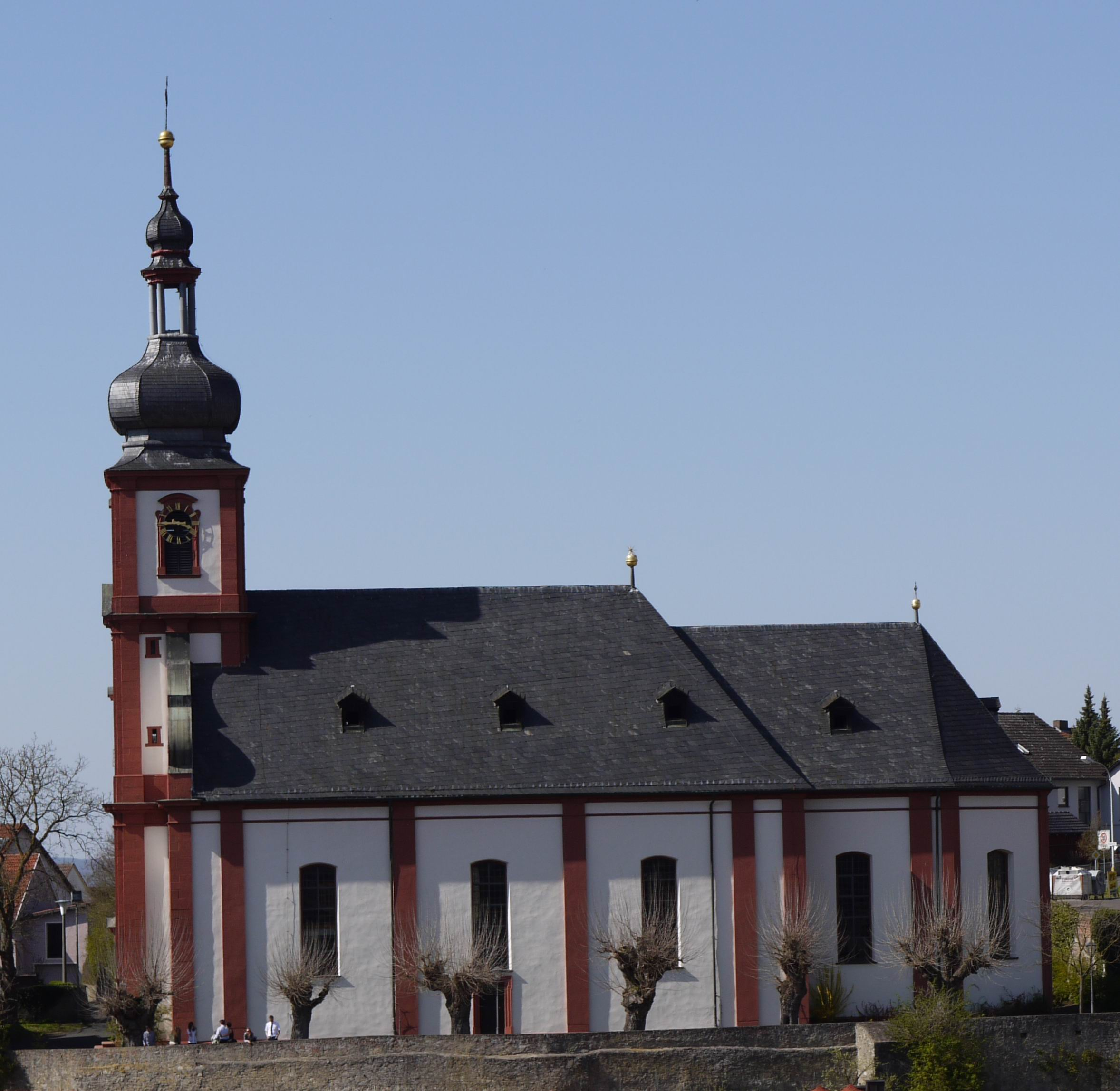
Pfarrkirche
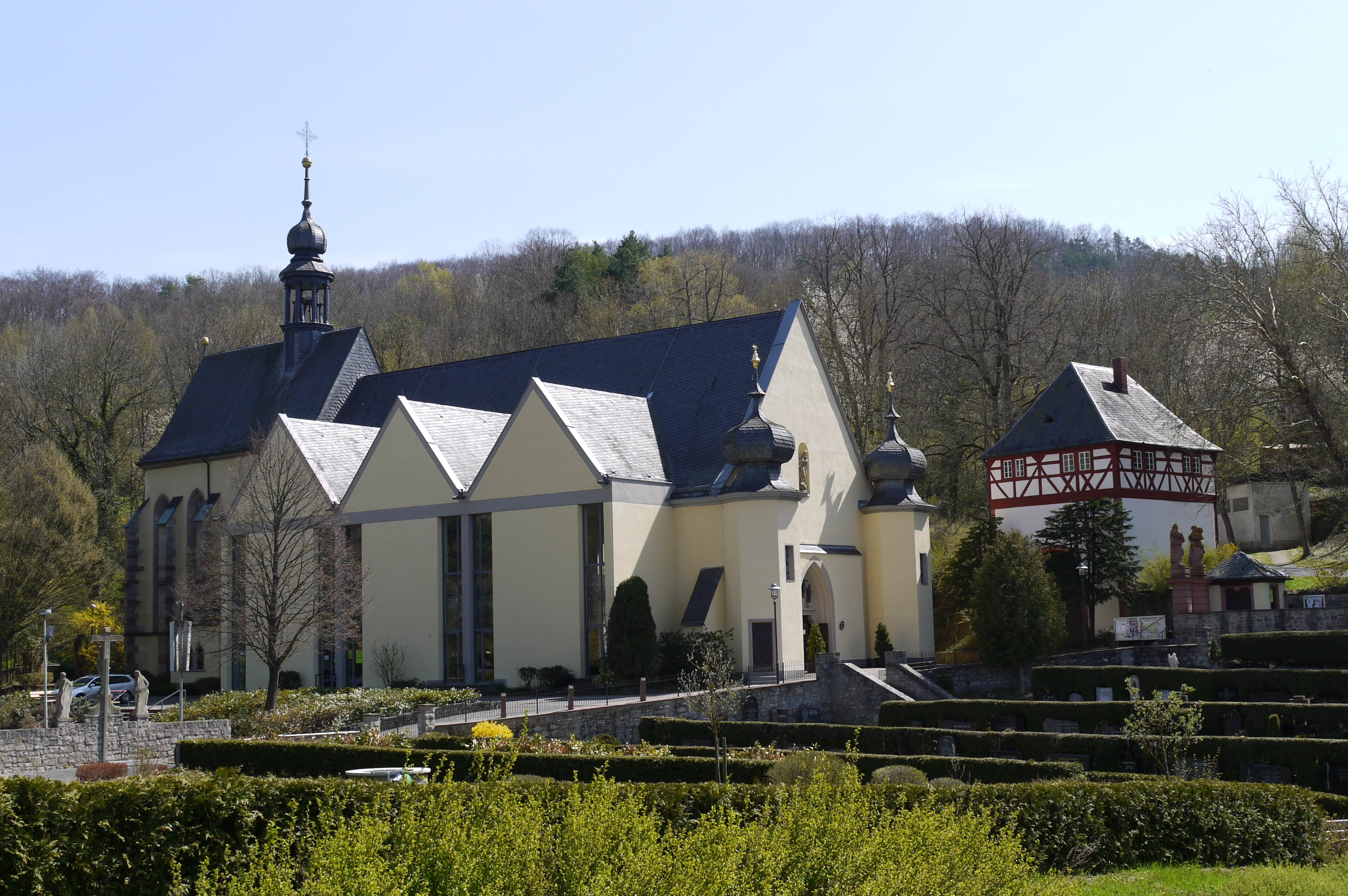
Maria im grünen Tal

## Verkehr
Der Bahnhof Retzbach-Zellingen liegt an der Main-Spessart-Bahn.

## Persönlichkeiten
- Norbert Krieger (* 1931), Orgelbauer